# فرودگاه بمبرک
فرودگاه بمبرک (به انگلیسی: Bembereke Airport) یک فرودگاه است . این فرودگاه در شهر بمبرک کشور بنین قرار دارد .